# Prionognathus
Prionognathus es un  género de coleópteros adéfagos de la familia Carabidae.

## Especies
Comprende las siguientes especies:
- Prionognathus fossor LaFerte-Senectere, 1851
- Prionognathus overlaeti (Burgeon, 1935)